# Theodor Suhr (biskop)
 Der er flere personer med dette navn, se Theodor Suhr.
Johannes Theodor Suhr OSB (24. januar 1896 i Nyborg – 10. marts 1997 i Aabenraa) var den første danske katolske biskop i København.
Han var søn af proprietær Carl Emil Suhr (1861-1928) og hustru Laura Marie f. Møller (1859-1919), blev student fra Odense Katedralskole 1913, blev landvæsenselev og udvandrede efter 1. verdenskrig til Argentina hvor han var landmand. Nogle år senere vendte Suhr tilbage til Danmark, hvor han blev stadig mere optaget af livets grundlæggende spørgsmål. Under et ophold i Rom 1925 blev han fascineret af katolicismen, og den 17. januar 1926 blev han optaget i den katolske kirke. Derefter rejste Suhr til benediktinerklosteret Clervaux i Luxembourg og indtrådte i Benediktinerordenen senere samme år. Suhr studerede filosofi og teologi i Luxembourg og Rom, blev præsteviet 1. april 1933 og udnævnt til prior for det nyoprettede abbedi San Girolamo i Rom 1935.
14. december 1938 udnævnte pave Pius XI Theodor Suhr til apostolisk vikar for Danmark og titulærbiskop af Balecio, selvom Suhr på grund af sin ringe pastorale erfaring havde haft betænkeligheder. Bispevielsen fandt sted i San Girolamo 15. januar 1939 og indsættelsen i Sankt Ansgars Kirke i København 3. februar 1939, dvs. på Skt. Ansgars dag. Suhr blev 29. april 1953 indsat som den første "biskop af København" for det nyoprettede katolske bispedømme København, som pave Pius XII havde oprettet via et apostolisk brev af samme dato. Han afgik 1964 på grund af svigtende helbred og bispeviede selv sin efterfølger, jesuiten Hans L. Martensen. Ved sin tilbagetræden fik Suhr titel af biskop af Apisa Maggiore men fik senere titel af "forhenværende biskop af København" på grund af ny romersk praksis.
1960 blev Suhr medlem af Det andet Vatikankoncils forberedende hovedkommission, hvilket var samme år som de nordiske biskopper organiserede sig i Den skandinaviske bispekonference, som Suhr blev den første præsident for. Suhr deltog selv i koncilet i Rom (1962–65).
Suhr blev Kommandør af Dannebrogordenen 1958.
På trods af sin afgang med henvisning til dårligt helbred døde Suhr 101 år gammel i 1997. Han ligger begravet på Vestre Katolske Kirkegård.
Han er gengivet i silhuet af Kirsten Wiwel fra 1939, portrætmaleri af Ivan Opffer fra 1940 og på fotografier.